# Pleurothallis stenota
Pleurothallis stenota är en orkidéart som beskrevs av Carlyle August Luer. Pleurothallis stenota ingår i släktet Pleurothallis och familjen orkidéer.
Artens utbredningsområde är Ecuador. Inga underarter finns listade i Catalogue of Life.